# فؤاد الفرحان
فؤاد أحمد الفرحان (1975) مدون سعودي ومعلق اشتهر بمطالبته بالإصلاح السياسي.

## التدوين
كان فؤاد من المدونين السعوديين القلائل الذين يكتبون باسمهم الصريح وكان من مؤسسي مجموعة للدفاع عن حقوق المدونين. في عام 2006 اتصل به مسؤولون في وزارة الداخلية السعودية وطلبوا منه أن «يخفف حدته» فتوقف عن التدوين وحل مجموعته لكنه عاد للتدوين في يوليو 2007.

## الاعتقال
اعتقل فؤاد في 10 ديسمبر 2007 من مكتب عمله ثم صودر حاسوبه المحمول من بيته، ونُشرت على مدونته رسالة كان أرسلها قبل أيام من اعتقاله إلى بعض أصدقائه ذكر فيها أنه طولب بكتابة اعتذار عن دفاعه عن إصلاحيي جدة المتهمين بتمويل العنف وأنه رفض ذلك.
قام مجموعة من المدونين السعوديين بحملة دولية للمطالبة بإطلاق سراحه شملت ما سموه «أسبوع فؤاد» لإعادة نشر تدويناته بعد مرور شهر من اعتقاله كما راسلت عائلته مجلس حقوق الإنسان في الأمم المتحدة للنظر في القضية، وطالبت منظمة العفو الدولية ومنظمة مراسلون بلا حدود ولجنة حماية الصحفيين والشبكة العربية لمعلومات حقوق الإنسان بإطلاق سراحه، وعبرت وزارة الخارجية الأمريكية عن قلقها من اعتقاله. لكن المتحدث الرسمي باسم وزارة الداخلية اللواء منصور التركي صرح أن فؤاد «محتجز للتحقيق معه للإخلال بأنظمة غير أمنية». حُجبت مدونة فؤاد alfarhan.org في السعودية أثناء اعتقاله، وأفرج عنه في 26 أبريل 2008.
في 12 مايو 2010، عاد فؤاد للتدوين على المدونة alfarhan.ws وأعلن عن إبقاء مدونته السابقة أرشيفا.

## ريادة الأعمال
انتقل تركيز ونشاط فؤاد إلى ريادة الأعمال والشركات الناشئة، حيث قام بتأسيس عدد من الشركات الناشئة في مجال التكنولوجيا خلال الأعوام الماضية:
- في 15 سبتمبر 2013 أطلق فؤاد شركته الناشئة رواق - المنصة العربية للتعليم المفتوح.[16]
- في نوفمبر 2016 أطلق فؤاد وشريكه حاتم الكاملي رسال - خدمة لإيصال الورود والهدايا في الوطن العربي[17]
- في يناير 2017 أطلق فؤاد وشركائه خدمة GetMuv - خدمة للوصول والحجز في الفعاليات والنوادي الرياضية[18]

## وصلات خارجية
- مدونة فؤاد الفرحان